# John Hart (attore)
John Lewis Hart (Los Angeles, 13 dicembre 1917 – Rosarito, 20 settembre 2009) è stato un attore statunitense.

## Filmografia parziale

### Cinema
- Prison Farm, regia di Louis King (1938)
- Jack Armstrong, regia di Wallace Fox (1947) - serial
- Cowboy and the Prizefighter, regia di Lewis D. Collins (1949)
- Adventures of Captain Africa: Mighty Jungle Avenger!, regia di Spencer Gordon Bennet (1955)
- Una corda per il pistolero (Noose for a Gunman), regia di Edward L. Cahn (1960)
- Atlantide, il continente perduto (Atlantis, the Lost Continent), regia di George Pal (1961)
- The Phynx, regia di Lee H. Katzin (1970)
- La leggenda del ranger solitario (The Legend of the Lone Ranger), regia di William Fraker (1981)

### Televisione
- Il cavaliere solitario (The Lone Ranger) – serie TV, 54 episodi (1950-1953)
- Damon Runyon Theater – serie TV, episodio 1x12 (1955)
- Cimarron City – serie TV, episodio 1x19 (1959)
- Rescue 8 – serie TV, episodio 1x30 (1959)
- Pete and Gladys – serie TV, episodio 1x27 (1961)
- Il magnifico King (National Velvet) – serie TV, episodi 2x04-2x12-2x15 (1961-1962)
- The Lieutenant – serie TV, episodio 1x14 (1963)